# محمد المنقاش
محمد المنقاش (انگلیسی: Mohammed Al-Menqash؛ زادهٔ ۷ اوت ۱۹۹۰) یک ورزشکار اهل عربستان سعودی است.
از باشگاه‌هایی که در آن بازی کرده‌است می‌توان به باشگاه فوتبال الفیصلی عربستان سعودی اشاره کرد.